# Sammlung Göschen

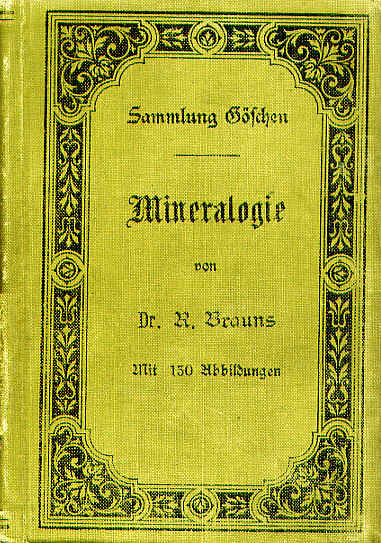
Der Band Mineralogie von Reinhard Brauns erschien 1899 in der Sammlung Göschen.

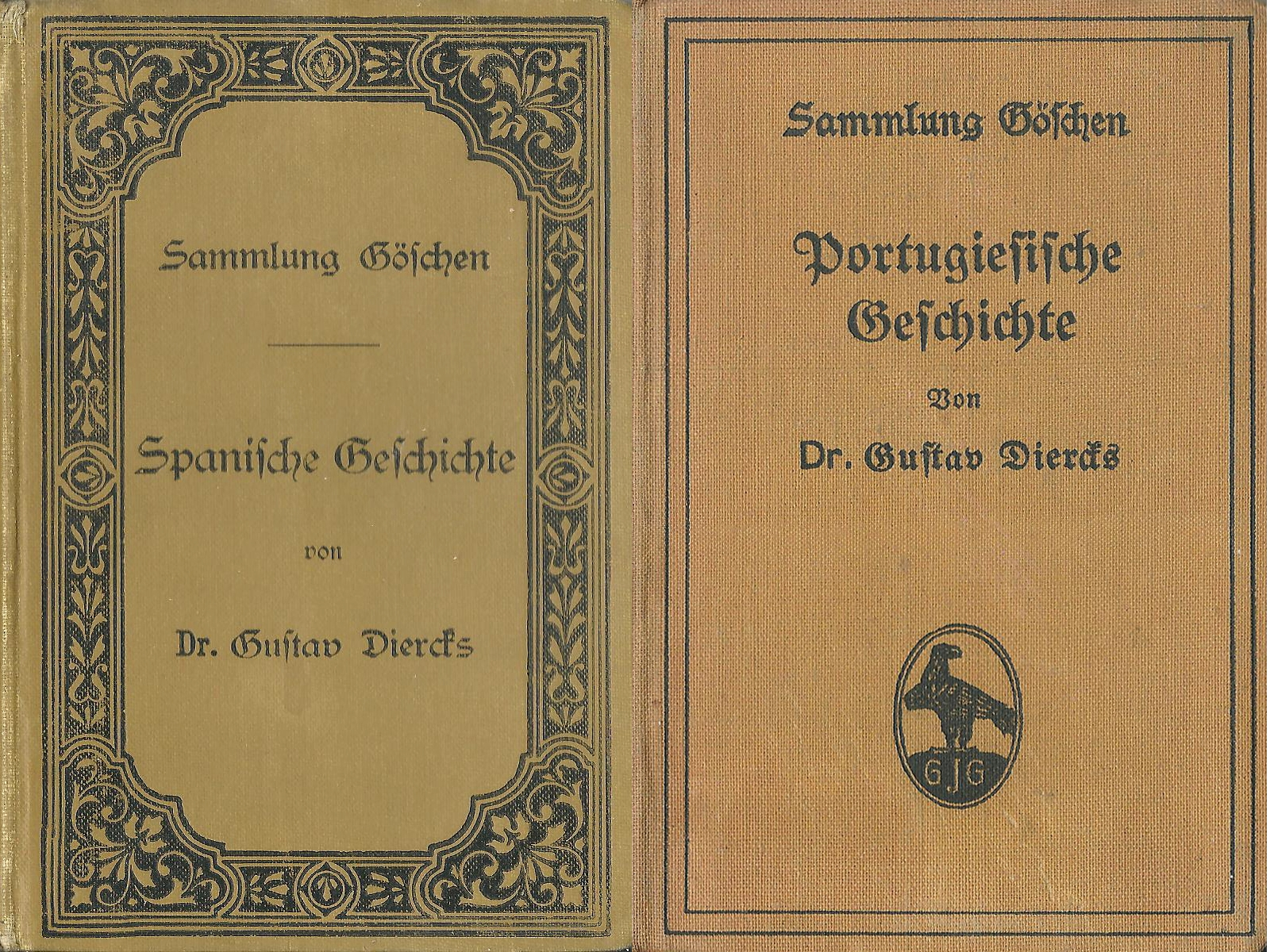
Anfangs waren die Bände mit Jugendstil-Mustern verziert (links); das spätere Layout war schlichter (rechts).

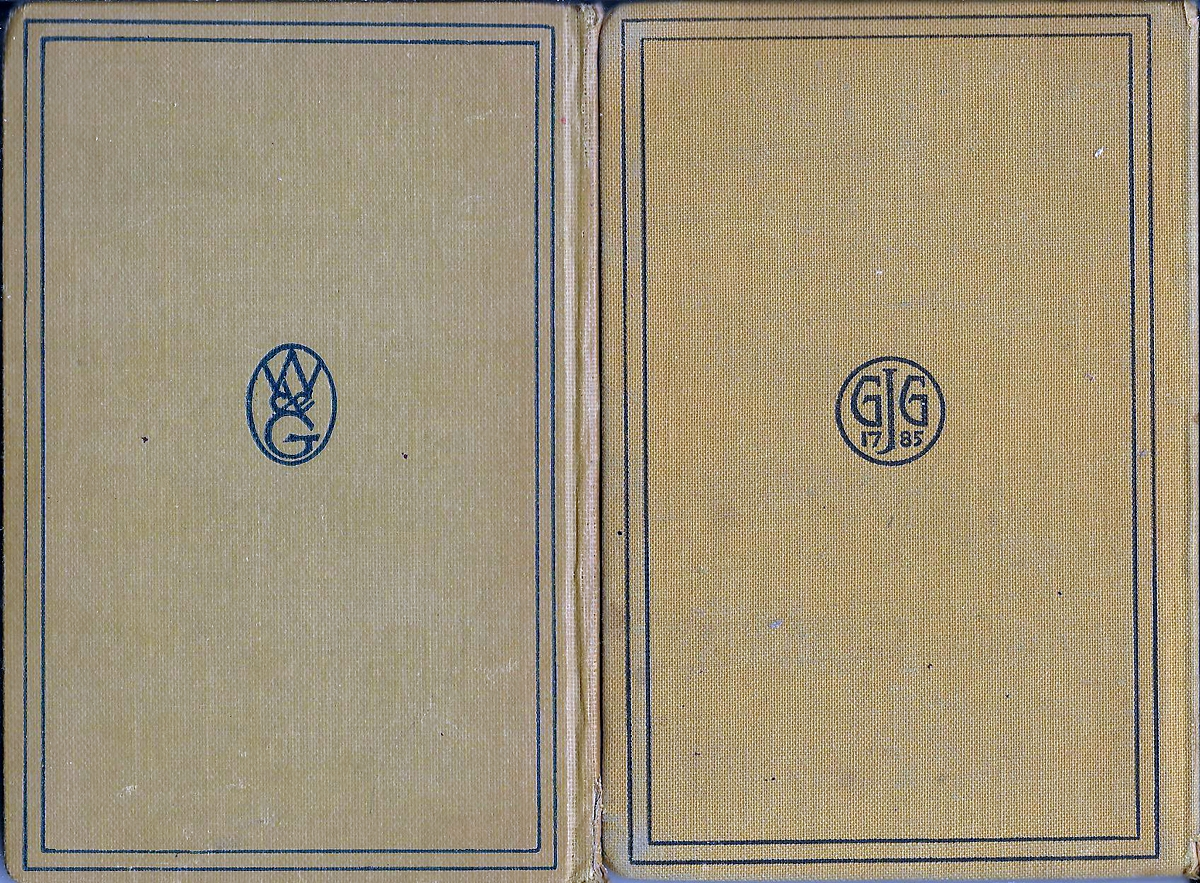
Auf den Rückdeckeln der späteren Ausgaben hatte das WdG-Logo (Walter de Gruyter, links) das einstige GJG-Logo (G. J. Göschen, rechts) abgelöst.

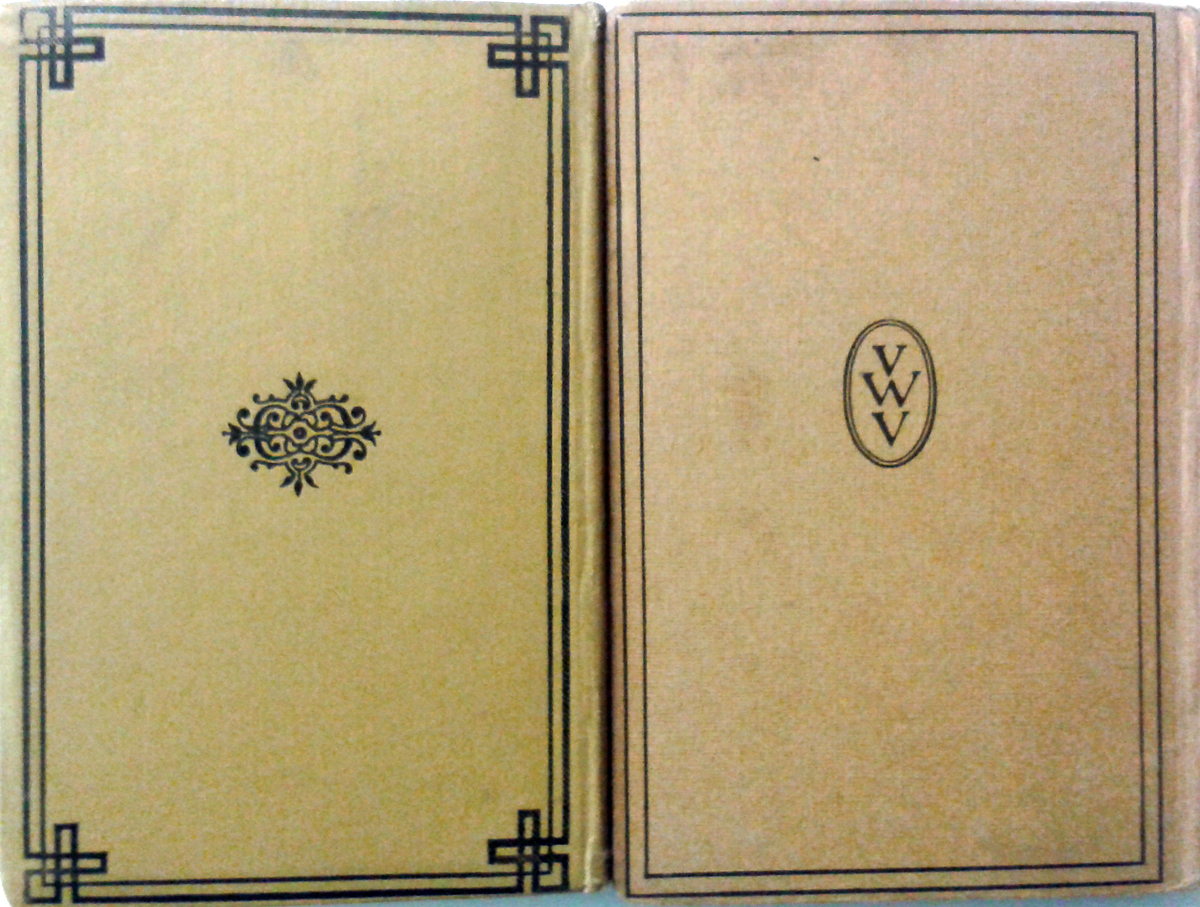
Weitere Rückansichten von 1905 (links) und 1921 (rechts): VwV stand für Vereinigung wissenschaftlicher Verleger (Walter de Gruyter & Co.).

Die Sammlung Göschen wird seit 1889 in der G. J. Göschen’schen Verlagsbuchhandlung (jetzt Verlag Walter de Gruyter) herausgegeben.

## Erste Bände und weitere Entwicklung
Die ersten Bände der Reihe waren Werke der deutschen Aufklärung und der deutschen Klassik:
- Band 1: Klopstocks Oden in Auswahl. Mit Anmerkungen von Kirchenrat August L. Back. (Später: Der Nibelunge Nôt. Hrsg. von Wolfgang Golther.)
- Band 2: Lessings Emilia Galotti mit Anmerkungen von Dr. Wilhelm Votsch in Gera.
- Band 3: Lessings Fabel. Nebst Abhandlungen. Mit einer Einleitung von Karl Goedeke.
- Band 4: Lessings Laokoon. Mit einer Holzschnitt Laokoon-Gruppe. Mit einer Einleitung von Karl Goedeke.
- Band 5: Lessings Minna von Barnhelm. Mit Anmerkungen von Dr. Karl Tomaschek.
- Band 6: Lessings Nathan der Weise. Mit Anmerkungen v. Prof. Bernhard Gottlieb Denzel und Kraz.
- Band 7: Lessings Prosa. Fabeln. Abh. üb. Kunst u. Kunstwerke. Dramaturg. Abh. Theolog. Polemik. Philosoph. Gespräche. Aphorismen.
- Band 8: Lessings litterar. u. dramaturg. Abh. in Auswahl. Anm. v. Rekt. Dr. Werther.
- Band 9: Lessings antiquar. u. epigramm. Abh. Auswahl. Anm. v. Rekt. Dr. Werther.
- Band 10: Nibelung u. Kudrun in Ausw. u. Mitteldeutsche Grammatik mit kurzem Wörterbuch v. Dr. Walter Golther.

Diese Werke wurden ausdrücklich als Schulausgaben deutscher Klassiker angeboten.
Mit dem Band 11 Astronomie von August Ferdinand Möbius wurde der erste naturwissenschaftliche Band in der Sammlung Göschen noch im Jahr 1889 aufgenommen. Es folgten im Jahr 1890 Bände zur Pädagogik, Geologie, Psychologie und Logik, deutschen Mythologie und als Erweiterung der klassischen Werke Lessings Philotas.
Mit der Ausweitung der Sammlung auf weitere wissenschaftliche und ingenieurtechnische Felder veränderte sich auch der Anspruch, und es hieß daher bald nach der Jahrhundertwende jeweils im Vorklapp der kleinen Bände:

„Sammlung Göschen. Unser heutiges Wissen in kurzen, klaren, allgemein verständlichen Einzeldarstellungen“ bzw. „Zweck und Ziel der ‚Sammlung Göschen‘ ist, in Einzeldarstellungen eine klare, leicht verständliche und übersichtliche Einführung in sämtliche Gebiete der Wissenschaft und Technik zu geben; in engem Rahmen, auf streng wissenschaftlicher Grundlage und unter Berücksichtigung des neuesten Standes der Forschung bearbeitet, soll jedes Bändchen zuverlässig Belehrung bieten. Jedes einzelne Gebiet ist in sich geschlossen dargestellt, aber dennoch stehen alle Bändchen in innerem Zusammenhänge miteinander, so dass das Ganze, wenn es vollendet vorliegt, eine einheitliche, systematische Darstellung unseres gesamten Wissens bilden dürfte.“

Die Bände (anfänglich zu 80 Pfennig das Stück) wandelten sich damit von der Schullektüre zur Universitätslektüre.
Im Jahr 1910 erschien bereits der Band mit der laufenden Nummer 500, und zwar Georg Simmels Beitrag Die Hauptprobleme der Philosophie. 1931 war mit der Bandnummer 1000 ein weiterer Meilenstein gesetzt, diesmal mit dem Beitrag von Karl Jaspers Die geistige Situation der Zeit.
Die Sammlung Göschen wurde bis Mitte der 1990er Jahre fortgesetzt und ging dann sukzessive in anderen Reihen des Verlages de Gruyter, Berlin, und anderer auf.

## Auswahl einiger Bände
| Autor                                                   | Titel | Jahr              | Band-Nr.           |
| ------------------------------------------------------- | --- | ----------------- | ------------------ |
| Kistner, A.                                             | Geschichte der Physik I – Die Physik bis Newton |                   | 293                |
| Kistner, A.                                             | Geschichte der Physik II – Die Physik von Newton bis zur Gegenwart |                   | 294                |
| Bahrdt, Wilhelm                                         | Physikalische Messungsmethoden |                   | 301                |
| Mahler, G.                                              | Physikalische Formelsammlung | 1912 (4. Auflage) | 136                |
| Abegg, R.                                               | Physikalisch-Chemische Rechenaufgaben |                   | 445                |
| Valentiner, Siegfr.                                     | Vektoranalysis |                   | 354                |
| Mahler, G.                                              | Ebene Geometrie |                   | 41                 |
| Reinhertz, C.                                           | Geodaesie |                   | 102                |
| Schubert, Hermann                                       | Vierstellige Tafeln und Gegentafeln | 1898              | 81                 |
| Witting, A.                                             | Differentialrechnung | 1944 (3. Auflage) | 87                 |
| Hugo Becker                                             | Geometrisches Zeichnen | 1900              | 58                 |
| Piper, Otto                                             | Abriss der Burgenkunde | 1900              | 119                |
| Wieleitner, Heinrich                                    | Algebraische Kurven II (Allgemeine Eigenschaften) | 1918              |                    |
| Rauter, Gustav                                          | Allgemeine chemische Technologie |                   | 113                |
| Pfanzagl, Johann                                        | Allgemeine Methodenlehre der Statistik 2: Höhere Methoden unter besonderer Berücksichtigung der Anwendungen in Naturwissenschaft, Medizin und Technik                                                     | 1962              |                    |
| Pfanzagl, Johann                                        | Allgemeine Methodenlehre der Statistik I | 1960 (3. Aufl.)   | 746                |
| Pfanzagl, Johann                                        | Allgemeine Methodenlehre der Statistik II | 1968 (3. Aufl.)   | 747                |
| Pfanzagl, Johann                                        | Allgemeine Methodenlehre der Statistik. Teil 1: Elementare Methoden unter besonderer Berücksichtigung | 1972              |                    |
| Pfanzagl, Johann                                        | Allgemeine Methodenlehre des Statistik II: Höhere Methoden unter besonderer Berücksichtigung | 1966              |                    |
| Krehl, Stephan                                          | Allgemeine Musiklehre | 1906              | 220                |
| Abel, Othenio                                           | Allgemeine Paläontologie | 1921              |                    |
| Fischbach, Georg-Oskar,                                 | Allgemeine Staatslehre | 1922              |                    |
| Schulze, Werner                                         | Allgemeine und physikalische Chemie. 1. Teil | 1955              | 71                 |
| Schulze, Werner                                         | Allgemeine und physikalische Chemie. 2. Teil | 1956              | 698/698a           |
| Paulsen, Andreas                                        | Allgemeine Volkswirtschaftslehre IV: Gesamtbeschäftigung, Konjunkturen, Wachstum | 1962              | 1172               |
| Schauffler, Th.                                         | Althochdeutsche Literatur |                   | 28                 |
| Haushofer, Karl                                         | Alt-Japan: Werdegang von der Urzeit bis zur Großmacht-Schwelle | 1938              | 1120               |
| Hoppe, Johannes                                         | Analytische Chemie. Band II: Gang der qualitativen Analyse – Bibliothek zur Physik und Chemie | 1925              | 248                |
| Hoppe, Johannes                                         | Analytische Chemie I: Qualitative Analyse | 1913              | 247                |
| Grotemeyer, Karl Peter                                  | Analytische Geometrie | 1962 (2. Aufl.)   | 65                 |
| Simon, Max                                              | Analytische Geometrie der Ebene | 1921 (3. Aufl.)   | 65                 |
| Mertens, Peter                                          | Angewandte Informatik | 1972              | 5013               |
| Rauter, Gustav                                          | Anorganische chemische Industrie I: Die Leblanc-Sodaindustrie und ihre Nebenzweige |                   | 205                |
| Rauter, Gustav                                          | Anorganische chemische Industrie II: Salinenwesen, Kalisalze, Düngerindustrie und Verwandtes |                   | 206                |
| Rauter, Gustav                                          | Anorganische chemische Industrie III: Anorganische chemische Präparate | 1904              | 207                |
| Neuloh, Otto                                            | Arbeits- und Berufssoziologie | 1973              |                    |
| Schubert, Hermann                                       | Arithmetik und Algebra | 1900              | 47                 |
| Schubert, Hermann                                       | Beispiel-Sammlung zur Arithmetik und Algebra | 1901 (2. Abdruck) | 48                 |
| Wislicenus, Walter Friedrich                            | Astrophysik: Die Beschaffenheit der Himmelskörper | 1900              | 91                 |
| Hauber, W.                                              | Festigkeitslehre | 1913              | 288                |
| Rochussen, F.                                           | Ätherische Öle und Riechstoffe |                   | 446                |
| Bechert/Gerthsen/Flammersfeld                           | Atomphysik I: Allgemeine Grundlagen, 2. Teil | 1963              | 1033               |
| Borchers, Heinz                                         | Aufbau der Metalle und Legierungen | 1902              | 432                |
| Bürklen, O. Th.                                         | Aufgaben zur analytischen Geometrie des Raumes | 1921              | 309                |
| Hoheisel, Guido                                         | Aufgabensammlung zu den gewöhnlichen und partiellen Differentialgleichungen | 1964 (4. Aufl.)   | 1059               |
| Knopp, Konrad                                           | Aufgabensammlung zur Funktionentheorie | 1962 (6. Aufl.)   | 877                |
| Straub, W.                                              | Aufsatzentwürfe | 1902              | 17                 |
| Helbing, Robert                                         | Auswahl aus griechischen Inschriften | 1915              | 757                |
| Ockel, Hans                                             | Bayerische Geschichte | 1914              | 160                |
| Hüpeden, Martin                                         | Betrieb und Pflege des Kraftwagens | 1934              | 1081               |
| Potthoff, Erich                                         | Betriebliches Personalwesen | 1974              | 6005               |
| Kohlrausch, E.                                          | Bewegungsspiele |                   | 96                 |
| Migula, W.                                              | Biologie der Pflanzen |                   | 127                |
| Haller, Johannes; Dannenbauer, Heinrich                 | Bis zum Ausgang der klassischen Zeit | 1921              |                    |
| Dreverhoff, Paul                                        | Brauereiwesen, I. Mälzerei |                   | 303                |
| Dreverhoff, Paul                                        | Brauereiwesen, II. Brauerei |                   | 724                |
| Stern, Robert                                           | Buchführung in einfachen und doppelten Posten [Konten] | 1918              | 115                |
| Erich Kosiol                                            | Buchhaltung und Bilanz | 1964              | 1213/1213a         |
| Hardy, Edmund                                           | Buddha | 1905              | 174                |
| Clemen, Carl                                            | Christentum |                   | 388                |
| Haußner, Robert                                         | Darstellende Geometrie. Erster Teil: Elemente Ebenflächige Gebilde | 1912              | 142                |
| Krische, Paul                                           | Das agrikulturchemische Kontrollwesen | 1956              | ISBN 3-11-205692-2 |
| Niese, Hans                                             | Das autogene Schweiß- und Schneidverfahren |                   | 499                |
| diverse Autoren                                         | Das deutsche Kirchenlied I: Mittelalter und Reformationszeit | 1912              | 602                |
| Elster, Alexander                                       | Das deutsche Urheber- und Verlagsrecht | 1923              | 863                |
| Wilda, Hermann                                          | Das Holz. Aufbau, Eigenschaften und Verwendung |                   | 459                |
| Lexis, Wilhelm                                          | Das Kredit- und Bankwesen | 1914              |                    |
| Gruner, Hans-Eckhard & Deckert, Kurt                    | Das Tierreich. Band 4/1: Krebse | 1956              | 443                |
| Lüdemann, Dietrich                                      | Das Tierreich. Band 7/2: Chordatiere: Fische | 1955              |                    |
| Freye, Hans-Albrecht                                    | Das Tierreich. Band 7/5: Vögel | 1960              |                    |
| Gross, Julius                                           | Das Tierreich. Band 6: Insekten | 1921              |                    |
| Leher, Ernst                                            | Das Wasser und seine Verwendung in Industrie und Gewerbe |                   | 261                |
| Noltemeier, Hartmut                                     | Datenstrukturen und höhere Programmiertechniken | 1972              | 5012               |
| Eschmann, Ernst Wilhelm                                 | Der Aufstieg Italiens zur Großmacht und zum Imperium von 1871 bis zum Kriegseintritt | 1941              |                    |
| Golther, W.                                             | Der Nibelunge Not in Auswahl und mittelhochdeutsche Grammatik mit kurzem Wörterbuch | 1909              |                    |
| Fischer, Paul                                           | Determinaten | 1913              | 402                |
| Goossens, Jan                                           | Deutsche Dialektologie | 1977              |                    |
| Kurze, F.                                               | Deutsche Geschichte 1: Mittelalter (bis 1519) | 1906              | 33                 |
| Roch, Julius                                            | Deutsche Geschichte IV: Von der Auslösung des alten bis zur Begründung des neuen Deutschen Reichs 1806–1871                                                                                               | 1924              |                    |
| de Beaux, Th.                                           | Deutsche Handelskorrespondenz |                   | 182                |
| Jantzen, Hermann                                        | Deutsche Literaturdenkmäler des 14. und 15. Jahrhunderts |                   | 181                |
| Berlit, G.                                              | Deutsche Literaturdenkmäler des 16. Jahrhunderts I |                   | 7                  |
| Sahr, Julius                                            | Deutsche Literaturdenkmäler des 16. Jahrhunderts II |                   | 24                 |
| Sahr, Julius                                            | Deutsche Literaturdenkmäler des 16. Jahrhunderts III |                   | 36                 |
| Koch, Max                                               | Deutsche Literaturgeschichte |                   | 31                 |
| Weitbrecht, Carl                                        | Deutsche Literaturgeschichte der Klassikerzeit | 1949              | 161                |
| Kauffmann, Friedrich                                    | Deutsche Mythologie |                   | 15                 |
| Borinski, Karl                                          | Deutsche Poetik | 1895              | 1895               |
| Probst, Hans                                            | Deutsche Redelehre | 1900              | 31                 |
| Steche, Theodor                                         | Deutsche Stammeskunde | 1942              | 126                |
| Much, Rudolf                                            | Deutsche Stammeskunde | 1905              | 126                |
| Jantzen, Hermann                                        | Dichtungen mittelhochdeutscher Frühzeit | 1910              | 137                |
| Albrecht, Richard                                       | Die Akkumulatoren für Elektrizität | 1912              | 620                |
| Klebahn, Heinrich                                       | Die Algen, Moose und Farnpflanzen | 1914              | 730                |
| Sieger, Robert                                          | Die Alpen | 1902              | 129                |
| Schäfer, K.                                             | Die Baukunst des Abendlandes | 1922              | 74                 |
| Wilda, Hermann                                          | Die Baustoffe des Maschinenbaues und der Elektrotechnik |                   | 476                |
| Wilda, Hermann                                          | Die Baustoffe des Maschinenbaues und der Elektrotechnik | 1917              | 155                |
| Gohlke, W.                                              | Die blanken Waffen und die Schutzwaffen | 1912              | 631                |
| Baumstark, Anton                                        | Die christlichen Literaturen des Orients: Einleitung, das christlich-aramäische und das koptische Schrifttum                                                                                              | 1911              |                    |
| Barth, Friedrich                                        | Die Dampfkessel: die Berechnung der Dampfturbinen und die Konstruktion der Einzelteile (2) | 1909              |                    |
| Barth, Friedrich                                        | Die Dampfkessel: Kesselsysteme und Feuerungen (1) | 1903              | 9                  |
| Barth, Friedrich                                        | Die Dampfmaschine |                   | 8                  |
| Wilda, Hermann                                          | Die Dampfturbinen |                   | 274                |
| Reis, Hans                                              | Die deutsche Mundartdichtung | 1915              |                    |
| Reis, Hans                                              | Die deutschen Mundarten | 1912              | 605                |
| Fuhse, Franz                                            | Die deutschen Altertümer | 1900              | 124                |
| Heinzelmann, Heinrich                                   | Die elektrischen Kabel | 1930              | 1019               |
| Tönnies, Ferdinand                                      | Die Entwicklung der sozialen Frage | 1907              | 353                |
| Brunswig, H.                                            | Die Explosivstoffe. Einführung in die Chemie der explosiven Vorgänge |                   | 333                |
| Braun, Karl                                             | Die Fette und Öle sowie die Seifen- und Kerzenfabrikation und die Harze, Lacke, Firnisse mit ihren wichtigsten Hilfsstoffen. I: Einführung in die Chemie, Besprechung einiger Salze und die Fette und Öle |                   | 335                |
| Braun, Karl                                             | Die Fette und Öle sowie die Seifen- und Kerzenfabrikation und die Harze, Lacke, Firnisse mit ihren wichtigsten Hilfsstoffen. II: Die Seifenfabrikation, die Seifenanalyse und die Kerzenfabrikation       |                   | 336                |
| Braun, Karl                                             | Die Fette und Öle sowie die Seifen- und Kerzenfabrikation und die Harze, Lacke, Firnisse mit ihren wichtigsten Hilfsstoffen. III: Harze, Lacke, Firnisse                                                  |                   | 337                |
| Klug, Theodor                                           | Die Fette und Öle, Tischler-Schreiner-Arbeiten, Metallographie und Physiologische Chemie | 1902              | 335                |
| Kinzbrunner, T.                                         | Die Gleichstrommaschine |                   | 257                |
| Kampmann, C.                                            | Die Graphischen Künste | 1932              | 75                 |
| Erman, Adolf                                            | Die Hieroglyphen | 1912              | 608                |
| Nußbaum, H. Chr.                                        | Die Hygiene des Städtebaus |                   | 348                |
| Rauter, Gustav                                          | Die Industrie der Silikate, der künstlichen Bausteine und des Mörtels I: Glas- und keramische Industrie                                                                                                   |                   | 233                |
| Rauter, Gustav                                          | Die Industrie der Silikate, der künstlichen Bausteine und des Mörtels II: Die Industrie der künstlichen Bausteine und des Mörtels                                                                         |                   | 234                |
| Haberlandt, M.                                          | Die Literaturen des Orients I |                   | 162                |
| Haberlandt, M.                                          | Die Literaturen des Orients II |                   | 163                |
| Luís de Camões; Kuhn, F.A. und von Belzig, Rudolf       | Die Lusiaden des Camoes | 1880              |                    |
| Ziehen, Julius (Übersetzer)                             | Die Metamorphosen des P. Ovidius Naso | 1912              |                    |
| Lange, K. R.                                            | Die Nebenprodukte der Leuchtgasfabrikation |                   | 661                |
| Martin Grabmann                                         | Geschichte der Philosophie III: Die Philosophie des Mittelalters | 1921              | 826                |
| Drews, Arthur                                           | Geschichte der Philosophie VI: Die Philosophie im ersten Drittel des 19. Jahrhunderts | 1912              | 571                |
| Keßler, Heinrich                                        | Die Photographie |                   | 94                 |
| Haberlandt, Michael                                     | Die Plastik des Abendlandes | 1900              | 116                |
| Bucherer, Hans                                          | Die Teerfarbstoffe mit besonderer Berücksichtigung der synthetischen Methoden |                   | 214.               |
| Holverscheid, A.                                        | Die Walzwerke. Einrichtung und Betrieb | 1923              | 580                |
| Thum, A.                                                | Die Werkstoffe des Maschinenbaues | 1926              | 476                |
| Junker, F.                                              | Differentialrechnung |                   | 87                 |
| Barner, Martin                                          | Differential- und Integralrechnung. Teil 1: Grenzwertbegriffe, Differentialrechnung | 1963              | 86/ 86a            |
| Schweitzer, Marcell                                     | Einführung in die Industriebetriebslehre | 1973              | 6046               |
| Bieberbach, Ludwig                                      | Einführung in die konforme Abbildung | 1927              | 768                |
| Leisegang, Hans                                         | Einführung in die Philosophie |                   | 281                |
| Wentscher, Max                                          | Einführung in die Philosophie | 1912              | 281                |
| Bernheim, Ernst                                         | Einleitung in die Geschichtswissenschaft | 1912              | 270                |
| Schaechterle, K. W.                                     | Eisenbetonbrücken | 1912              | 627                |
| Janetzky, Georg                                         | Eisenkonstruktionen im Hochbau | 1922              | 322                |
| Regelsberger, Friedrich                                 | Elektrometallurgie |                   | 110                |
| Schwaiger, A.                                           | Elektromotorische Antriebe. Grundlagen für die Berechnung | 1938              | 827                |
| Herrmann, I.                                            | Elektrotechnik. Einführung in die Starkstromtechnik I: Die Physikalischen Grundlagen | 1940              | 196                |
| Fischer, P.B.                                           | Elementare Algebra | 1926              | 930                |
| Falckenberg, Hans                                       | Elementare Reihenlehre | 1944              |                    |
| Knopp, Konrad                                           | Elemente der Funktionentheorie | 1959              | 1109               |
| Volk, Carl                                              | Englisch für Techniker. Band 1 |                   | 705                |
| Gerber, L                                               | Englische Geschichte | 1910              | 375                |
| Whitfield, M. A.                                        | Englische Handelskorrespondenz |                   | 237                |
| Weiser, Karl                                            | Englische Literaturgeschichte |                   | 69                 |
| Johannes Meisenheimer                                   | Entwicklungsgeschichte der Tiere, T. 2: Embryonalhüllen, Organbildung | 1928              |                    |
| Kandeler, Riklef                                        | Entwicklungsphysiologie der Pflanze | 1972              | 7001               |
| Seidel, Friedrich                                       | Entwicklungsphysiologie der Tiere. Teil 2: Bildung der Körpergrundgestalt | 1975              | 2601               |
| Seidel, Friedrich                                       | Entwicklungsphysiologie der Tiere. Teil 3: Morphologische und histologische Differenzierung | 1976              |                    |
| Eckardt, Wilhelm Richard (1879–1930)                    | Paläoklimatologie (Digitalisat) | 1900              | 90                 |
| Achelis, Thomas                                         | Ethik | 1910              | 482                |
| Achelis, Thomas                                         | Ethik/ Thomas Achelis | 1904              | 90                 |
| Kolms, Heinz                                            | Finanzwissenschaft III: Besondere Steuerlehre – Band 776 | 1962              |                    |
| Szinnyei, József                                        | Finnisch-ugrische Sprachwissenschaft | 1910              | 463                |
| Eckstein, Karl                                          | Fischerei und Fischzucht | 1902              | 159                |
| Hämmerling, J.                                          | Fortpflanzung im Tier- und Pflanzenreich | 1951              |                    |
| Francillon, Cyprien                                     | Französisch – deutsches Gesprächsbuch |                   | 596                |
| de Beaux, Th.                                           | Französische Handelskorrespondenz |                   | 183                |
| Maurer, Friedrich                                       | Frühester deutscher Minnegesang | 1969              |                    |
| Chorafas, Dimitris N.                                   | Führungskräfte im Betrieb, Planung, Einsatz, Entwicklung | 1974              |                    |
| Knopp, Konrad                                           | Funktionentheorie (Elemente der Funktionentheorie, Funktionentheorie. Tl. 1 u. 2, Einführung) | 1949              |                    |
| Wedepohl, Karl Hans                                     | Geochemie | 1967              | 1224/1224a/1224b   |
| Lotze, Franz                                            | Geologie, Band 13/13a | 1965              |                    |
| Dacque, Edgar                                           | Geologie, Band I + II – 2x | 1919/ 1920        |                    |
| Fraas, Eberhard                                         | Geologie in kurzem Auszug für Schulen und zur Selbstbelehrung - | 1916              | 13                 |
| Krahe, Hans                                             | Germanische Sprachwissenschaft I: Einleitung und Lautlehre | 1956              | 238                |
| Kainz, Friedrich / Koch, Max                            | Geschichte der deutschen Literatur, 3 Bände | 1920/ 1929/ 1928  |                    |
| Weimer, Hermann                                         | Geschichte der Pädagogik | 1928              |                    |
| Weimer, Hermann                                         | Geschichte der Pädagogik | 1941              | 145                |
| Kistner, A                                              | Geschichte der Physik I – Die Physik bis Newton | 1906              | 293                |
| Kistner, A.                                             | Geschichte der Physik II - Die Physik von Newton bis zur Gegenwart |                   | 294                |
| Lehnert, Georg                                          | Geschichte des Kunstgewerbes, 3 Bände (II, III, IV) | 1927;1926 ;1931   |                    |
| Oskar Jäger,                                            | Geschichte des neunzehnten Jahrhunderts, Erstes Bändchen 1800–1852 | 1913              | 216                |
| Benzinger, Immanuel                                     | Geschichte Israels bis auf die griechische Zeit | 1924              | 231                |
| Hartmann, Max                                           | Geschlecht und Geschlechtsbestimmung im Tier- und Pflanzenreich | 1951              |                    |
| Grodzinski, P                                           | Getriebelehre II: Angewandte Getriebelehre | 1933              | 1062               |
| Hoheisel, Guido                                         | Gewöhnliche Differentialgleichungen | 1926              | 920                |
| Niethammer, Friedrich                                   | Gleichstrommotoren. Mehrphasige Synchron- und Asynchronmotoren | 1919              |                    |
| Machacek, Fritz;                                        | Gletscherkunde | 1902              | 154                |
| Pirani, Marcello                                        | Graphische Darstellung in Wissenschaft und Technik | 1919              |                    |
| Swoboda, H                                              | Griechische Geschichte |                   | 49                 |
| Steuding, Hermann                                       | Griechische und römische Mythologie | 1913              | 27                 |
| Simmel, Georg                                           | Grundfragen der Soziologie – Individuum und Gesellschaft | 1970              |                    |
| Debrunner, Albert; Hoffmann, Otto; Scherer, Anton       | Grundfragen und Grundzüge des nachklassischen Griechisch | 1910              |                    |
| Schwartz, Adelheid/ Schwartz, Wilhelm                   | Grundriss der Allgemeinen Mikobiologie, 1. Teil | 1960              |                    |
| Schwartz, Adelheid Schwartz, Wilhelm                    | Grundriss der allgemeinen Mikrobiologie, 2. Teil | 1949              |                    |
| Schröer, Arnold M M                                     | Grundzüge und Haupttypen der Englischen Literaturgeschichte, Teil I: Von den ältesten Zeiten bis Spenser                                                                                                  | 1916              | 286                |
| Kersten, Carl                                           | Hallenbautenammlung - | 1936              | 1104               |
| Maurer, Friedrich / Von der Aue, Hartmann               | Hartmann von der Aue: Der arme Heinrich | 1958              |                    |
| Simmel, Georg                                           | Hauptprobleme der Philosophie | 1927              | 500                |
| Meyer, Rudolf                                           | Hebräische Grammatik III: Satzlehre | 1972              | 5765               |
| Hanke, Wilfried                                         | Hormone | 1969              |                    |
| Grossmann, Walter                                       | II: Horizontaufnahmen und ebene Rechnungen; | 1959              | 469                |
| Dahrendorf, Ralf                                        | Industrie- und Betriebssoziologie | 1956              | 3103               |
| Witting, A                                              | Integralrechnung | 1944              | 88                 |
| de Beaux, Alberto                                       | Italienische Handelskorrespondenz | 1904              | 219                |
| Voßler, Karl                                            | Italienische Literaturgeschichte | 1927              | 125                |
| Voßler, Karl                                            | Italienische Literaturgeschichte | 1916              | 125                |
| Dibelius, Martin                                        | Jesus | 1949              | 1130               |
| -                                                       | Kartenkunde | 1890              | 30                 |
| Just, Richard                                           | Kaufmännisches Rechnen, 2. Teil | 1916              |                    |
| Böhme, Erich                                            | Kleines russisches Vokabelbuch | 1910              | 475                |
| Moritz Hoernes / Friedrich Behn                         | Kultur der Urzeit, I: Steinzeit |                   |                    |
| Heiderich, Franz                                        | Länderkunde von Europa |                   | 62                 |
| Heiderich, Franz                                        | Länderkunde der außereuropäischen Erdteile. Mit 10 Textkärtchen und Profilen | 1907              | 63                 |
| Regel, Fritz                                            | Landeskunde der Iberischen Halbinsel | 1905              | 235                |
| Braun, Fritz                                            | Landeskunde der Provinz Westpreußen | 1912              |                    |
| Philippson, A.                                          | Landeskunde des Europäischen Rußlands nebst Finnlands |                   | 359                |
| Götz, W.                                                | Landeskunde des Königreichs Bayern |                   | 176                |
| Zemmrich, J.                                            | Landeskunde des Königreichs Sachsen |                   | 258                |
| Haffert, Kurt                                           | Landeskunde des Königreichs Württemberg |                   | 157                |
| Haffert, Kurt                                           | Landeskunde und Wirtschaftsgeographie d. Festland. Australien |                   | 319                |
| Otto, Kienitz                                           | Landeskunde von Baden | 1904              | 199                |
| Oppel, A.                                               | Landeskunde von Britisch-Nordamerika |                   | 284                |
| Langenbeck, R.                                          | Landeskunde von Elsaß-Lothringen |                   | 215                |
| Grund, Alfred                                           | Landeskunde von Österreich-Ungarn |                   | 235                |
| Kerp, Heinrich                                          | Landeskunde von Skandinavien (Schweden, Norwegen und Dänemark) |                   | 202                |
| Hölscher, Gustav                                        | Landes- und Volkskunde Palästinas |                   | 345                |
| Langenbeck, Ernst                                       | Landwirtschaftliche Betriebslehre |                   | 227                |
| Henglein, Martin                                        | Lötrohrprobierkunde Mineraldiagnose mit Lötrohr und Tüpfelreaktion | 1962              |                    |
| Brion, G.                                               | Luftsalpeter. Seine Gewinnung durch den elektrischen Flammenbogen |                   | 616                |
| Schmitt, E.                                             | Maurer- und Steinhauerarbeiten | 1911              |                    |
| Zipperer, L                                             | Maschinenmeßkunde | 1924              | 880                |
| Jander / Jahr / Knoll                                   | Maßanalyse | 1973              |                    |
| Jander / Jahr / Knoll                                   | Maßanalyse – Theorie und Praxis der klassischen und der elektrochemischen Titrierverfahren I | 1966              | 221/221a           |
| Jander/ Jahr                                            | Maßanalyse – Theorie und Praxis der klassischen und der elektrochemischen Titrierverfahren, Band 1 | 1952              |                    |
| Witting, A                                              | Mathematik, Algebra, Differentialrechnung | 1941              |                    |
| Knopp, Konrad                                           | Mathematik, Algebra, Funktionentheorie | 1949              |                    |
| Witting, A                                              | Mathematik, Integralrechnung | 1940              |                    |
| Bürklen, O. Th.                                         | Mathematische Formelsammlung | 1899              | 31                 |
| Bürklen, Th. (Neubearbeitet von Ringleb, Dr. Friedrich) | Mathematische Formelsammlung | 1956 (5. Aufl.)   | 51                 |
| Bürklen, Th.                                            | Mathematische Formelsammlung | 1901 (2. Auflage) | 51                 |
| Lüdicke, Arthur                                         | Mechanische Technologie, I: Formgebung auf Grund der Gießbarkeit und Bildsamkeit |                   | 340                |
| Lüdicke, Arthur                                         | Mechanische Technologie, II: Formgebung auf Grund der Teilbarkeit und durch Zusammenfügen |                   | 341                |
| Kamke, Erich                                            | Mengenlehre | 1965 (5. Aufl.)   | 999                |
| Berndt, G                                               | Meßwerkzeuge und Meßverfahren für metallbearbeitende Betriebe | 1932              | 1056               |
| Geitz, August                                           | Metallurgie 1 + 2 Teil |                   | 313, 314           |
| Brauns, R                                               | Mineralogie | 1918              | 29                 |
| Boor, Helmut / Wisniewski, Roswitha                     | Mittelhochdeutsche Grammatik | 1965              | 1108               |
| Bülow, Kurd von                                         | Moorkunde | 1925              | 916                |
| Geitler, Lothar                                         | Morphologie der Pflanzen | 1945              | 141                |
| Schaefer, Karl L                                        | Musikalische Akustik | 1902              | 21                 |
| Krehl, Stephan                                          | Musikalische Formenlehre (Kompositionslehre), Band I: Die reine Formenlehre | 1928              |                    |
| Krehl, Stephan                                          | Musikalische Formenlehre (Kompositionslehre), Band I: Reine Formenlehre | 1914              | 149                |
| Moser, Hans Joachim                                     | Musikästhetik | 1953              |                    |
| Staerk, W                                               | Neuzeitliche Zeitgeschichte – Zwei Bände |                   | 325 und 326        |
| Sporer, Benedikt                                        | Niedere Analysis | 1901              |                    |
| Mayer, Max                                              | Nomographie des Bauingenieurs | 1927              | 959                |
| Behrens, J                                              | Nutzpflanzen | 1900              | 123                |
| Rein, Litt D. W.                                        | Pädagogik im Grundriss | 1908              | 12                 |
| Gothan, Walther                                         | Paläobotanik | 1920              |                    |
| Kossmat, Franz                                          | Paläogeographie (Geologische Geschichte der Meere und Festländer) | 1916              | 406                |
| Diener, Karl                                            | Paläontologie und Abstammungslehre | 1962              |                    |
| Broili, F.                                              | Paläozoologie (Systematik) | 1921              | 836                |
| Potthoff, Erich                                         | Personelle Unternehmungsorganisation | 1977              | 2020               |
| Bruhns, W.                                              | Petrographie (Gesteinskunde) | 1906              | 173                |
| Migula, W.                                              | Pflanzenbiologie, Band 1: Allgemeine Biologie | 1912              | 127                |
| Diels, Ludwig                                           | Pflanzengeographie | 1929              | 389                |
| Hansen, Adolf                                           | Pflanzenphysiologie | 1912              | 591                |
| Kuckuck, Hermann                                        | Pflanzenzüchtung | 1944              | 1134               |
| Mannheim, Emil                                          | Pharmazeutische Chemie IV: Übungsapparate | 1913              | 682                |
| Apel, Max                                               | Philosophisches Wörterbuch | 1953              | 1031               |
| Lehmann, Gerhard                                        | Photogrammetrie | 1959              | 1188/1188a         |
| Mahler, G.                                              | Physikalische Aufgabensammlung | 1909              | 243                |
| Mahler, G. / Mahler, Karl                               | Physikalische Aufgabensammlung mit Ergebnissen | 1964              | 243                |
| Legahn, F.A.                                            | Physiologische Chemie, Zweiter Teil – Dissimilation | 1920              | 241                |
| Schott, Gerhard                                         | Physische Meereskunde | 1924              | 112                |
| Brandenburger, Clemens / Laubert, Manfred               | Polnische Geschichte | 1927              |                    |
| Sternberg, Wolfgang                                     | Potentialtheorie II (Randwertaufgaben) | 1926              | 944                |
| Werkmeister, P.                                         | Praktisches Zahlenrechnen | 1945              | 405                |
| Elfenhans, Th.                                          | Psychologie und Logik | 1911              | 14                 |
| Hofmann / Jander                                        | Qualitative Analyse | 1960              | 247/247a           |
| Frommel, Wilh.                                          | Radioaktivität | 1921              | 317                |
| Brösse, Ulrich                                          | Raumordnungspolitik | 1975              | 9006               |
| Kretzschmar, F                                          | Recht des Bürgerlichen Gesetzbuches – Drittes Buch – Sachrecht II – Begrenzte Rechte | 1910              |                    |
| Biehle, Herbert                                         | Redetechnik: Einführung in die Rhetorik | 1961              | 61                 |
| Waardenburg, Jacques                                    | Religionen und Religion – Systematische Einführung in die Religionswissenschaft | 1915              | 2228               |
| Bloch, Leo                                              | Römische Altertumskunde | 1898              | 45                 |
| Bloch, Leo                                              | Römische Altertumskunde | 1898              | 45                 |
| Koch, Julius                                            | Römische Geschichte | 1911              | 19                 |
| Herz, Richard                                           | Röntgenstrahlen (Physik, Technik und Anwendungen) | 1927              | 950                |
| Berneker, Erich/Vasmer, Max                             | Russische Grammatik | 1961              | 66                 |
| v. Kawransky, Theodor                                   | Russische Handelskorrespondenz |                   | 315                |
| Kaemmel, Otto                                           | Sächsische Geschichte | 1905              | 100                |
| Hessenberg, Gerhard                                     | Ebene und sphärische Trigonometrie | 1901 (Neudruck)   | 99                 |
| Heiland, Fritz                                          | Sammlung von Aufgaben aus der ebenen und sphärischen Trigonometrie | 1922              | 848                |
| Vonderlinn, J.                                          | Schattenkonstruktionen | 1920              | 230                |
| Seyfert, Richard                                        | Schulpraxis Methodik der Gegenwart | 1896              | 50                 |
| Seyfert, Richard                                        | Schulpraxis: Methodik der Volksschule | 1912              |                    |
| Brockelmann, Carl                                       | Semitische Sprachwissenschaft | 1916              | 291                |
| Hofstätter, Peter-Robert                                | Sozialpsychologie – Band 104/104a | 1964              |                    |
| de Mariezcurrena, Alfredo Nadal                         | Spanische Handelskorrespondenz |                   | 295                |
| Beer, Rudolf                                            | Spanische Literaturgeschichte I | 1914              | 167                |
| Beer, Rudolf                                            | Spanische Literaturgeschichte II |                   | 168                |
| Hartmann, Karl Otto                                     | Stilkunde | 1908              | 80                 |
| Hartmann, K. D.                                         | Stilkunde, Bd. 2: Renaissance und Neuzeit | 1918              | 781                |
| Hartmann, D.                                            | Stilkunde: Altertum und Mittelalter | 1918              |                    |
| Buchner, Paul                                           | Symbiose der Tiere mit pflanzlichen Mikroorganismen | 1949              | 1128               |
| Funk, S.                                                | Talmudproben | 1912              |                    |
| Kelen, Nikolaus                                         | Talsperren | 1931              | 1044               |
| Grigull, Ulrich                                         | Technische Thermodynamik | 1970              | 1084/ 1084a        |
| Mark, H.                                                | Teilchenstrahlen (Korpuskularstrahlen) | 1934              |                    |
| Gürtler, Max                                            | Textil Industrie I: Spinnerei und Zwirnerei | 1922              | 184                |
| Gürtler, Max                                            | Textil-Industrie II: Weberei, Wirkerei, Posamentiererei, Spitzen- und Gardinenfabrikation und Filzfabrikation                                                                                             | 1910              | 185                |
| Gürtler, Max                                            | Textil-Industrie I: Spinnerei und Zwirnerei | 1912              | 184                |
| Massot, Wilhelm                                         | Textiltechnische Untersuchungsmethoden I: Die Mikroskopie der Textilmaterialien |                   | 673                |
| Massot, Wilhelm                                         | Textil-Industrie III: Wäscherei, Bleicherei, Färberei und ihre Hilfsstoffe | 1915              | 186                |
| Massot, Wilhelm                                         | Textiltechnische Untersuchungsmethoden II: Die chemische Untersuchung der Textilmaterialien und färbereitechnischen Hilfsprodukte                                                                         |                   | 748                |
| Jäger, Gustav                                           | Theoretische Physik I – Mechanik und Akustik | 1909 (4. Auflage) | 76                 |
| Jäger, Gustav                                           | Theoretische Physik II – Licht und Wärme | 1909 (4. Auflage) | 77                 |
| Jäger, Gustav                                           | Theoretische Physik III – Elektrizität und Magnetismus | 1922              | 78                 |
| Jäger, Gustav                                           | Theoretische Physik IV – Elektromagnetische Lichttheorie und Elektronik | 1916              | 374                |
| Jäger, Gustav                                           | Theoretische Physik: Wärmestrahlung, Elektronik und Atomphysik | 1925              |                    |
| Devrient, Ernst                                         | Thüringische Geschichte |                   | 352                |
| Herter, Konrad                                          | Tierphysiologie 1: Stoffwechsel und Bewegung | 1927              | 972                |
| Herter, Konrad                                          | Tierphysiologie 2: Reizerscheinungen | 1928              | 973                |
| Hoernes, Moriz                                          | Urgeschichte der Menschheit | 1905              | 42                 |
| Hoernes, Moriz                                          | Urgeschichte der Menschheit | 1897              | 42                 |
| Ulrich, Klaus                                           | Vergleichende Physiologie der Tiere. Band 1: Stoff- und Energiewechsel | 1970              |                    |
| Dehnert, Hans                                           | Verkehrswasserbau 1: Entwurfsgrundlagen, Flussregelungen | 1950              |                    |
| Großmann, Walter                                        | Vermessungskunde II: Horizontalaufnahmen und ebene Rechnungen | 1971              | 4469               |
| Grossmann, Walter                                       | Vermessungskunde I: Stückmessung und Nivellieren | 1962              | 468                |
| Haberlandt, Michael                                     | Völkerkunde | 1898              | 73                 |
| Fuchs, Carl Johannes                                    | Volkswirtschaftslehre | 1914              | 133                |
| Haller, Johannes; Dannenbauer, Heinrich                 | Von den Karolingern zu den Staufern | 1921              | 1065               |
| Haller, Johannes; Dannenbauer, Heinrich                 | Von den Karolingern zu den Staufern. Die altdeutsche Kaiserzeit (900–1250) | 1970              | 1065               |
| Haller, Johannes; Dannenbauer, Heinrich                 | Von den Staufern zu den Habsburgern | 1921              |                    |
| Wiesner, Joseph                                         | Vor- und Frühzeit der Mittelmeerländer 1: Das Östliche Mittelmeer | 1943              | 1149               |
| Güntter, Otto                                           | Walther von der Vogelweide. Minnesang und Spruchdichtung | 1914              | 23                 |
| Hassack, Karl                                           | Warenkunde, Teil 1 – Unorganische Waren |                   | 222                |
| Hasselhoff, E                                           | Wasser und Abwässer. Ihre Zusammensetzung, Beurteilung und Untersuchung |                   | 473                |
| Weller, Karl                                            | Württembergische Geschichte | 1909              |                    |
| Divifat, Emil                                           | Zeitungslehre II | 1962              | 1040               |
| Freyberger, Hans                                        | Zentrale Perspektive | 1923              | 57                 |
| Bujard, Alfons                                          | Zündwaren |                   | 109                |